# Аммосов, Николай Алексеевич
Николай Алексеевич Аммо́сов (1787—1868) — русский инженер и изобретатель, генерал-майор артиллерии, кавалер ордена Святого Георгия.

## Биография
Родился в 1787 году. Воспитывался во втором кадетском корпусе. В 1805 году, по окончании обучения и получения офицерского звания, получил назначение в Десятый артиллерийский полк.
Принимал участие в Русско-турецкой войне (1806—1812) и в антинаполеоновских кампаниях (1812—1815). В 1834 году, после почти тридцатилетней службы отечеству, был произведён в генерал-майоры артиллерии.
Однако настоящую славу ему принесла не карьера военного, а его изобретение, которое, получило название по имени создателя «Аммосовская печь». Этот отопительный прибор, после его установки в Зимнем дворце, произвёл такое впечатление на императорскую семью, что император Николай I пожаловал Аммосову две тысячи десятин земли (2185 гектаров) и наградил золотой медалью. На пике своей востребованности, аммосовские печи обогревали около сотни крупнейших зданий в Санкт-Петербурге.
Аммосов также изобрёл особую литую узорчатую сталь, которая также была названа «аммосовской».
Умер 4 (16) февраля 1868 года на 78 году жизни. Похоронен на Большеохтинском кладбище.